# Perrona subspirata
Perrona subspirata é uma espécie de gastrópode do gênero Clavatula, pertencente a família Clavatulidae.